# Para w Polskę
Para w Polskę – serial krajoznawczy produkcji polskiej, realizowany przez TVP Szczecin, emitowany po raz pierwszy na antenie TVP1, a następnie wielokrotnie powtarzany przez TVP Info, TVP Polonia, TVP Historia i TVP Regionalna. Tytułową „parę” stanowili początkowo Bożena Furczyk i Sławomir Kołakowski (odcinki 1–14), a następnie Magdalena Stużyńska-Brauer i Robert Kudelski. W ostatnich dwóch odcinkach w miejsce Magdaleny Stużyńskiej wystąpiła Katarzyna Kwiatkowska. 
Program prezentuje interesujące regiony i miejscowości Polski, ich historię, kulturę, tradycję, obyczaje, krajobrazy i zabytki. W programie są podawane także praktyczne informacje turystyczne, jak np. możliwości dojazdu i noclegu. Prezentowane są także przepisy kulinarne z danego regionu. W każdym odcinku pokazywane jest także „lokalne naj”, np. najwyższa wieża, najgłębsze jezioro itp., na którym tytułowa para wiesza flagę zawierającą logo programu.
W latach 2003–2005 program posiadał oficjalną stronę. Program wyróżniono I nagrodą w konkursie Polskiej Organizacji Turystycznej. W roku 2006 TVP wydała 15 wybranych odcinków na DVD.

## Odcinki
1. Z wielką pompą – Polanów i okolice
2. Koniec Polski – Nowe Warpno i okolice
3. Czar nietoperza – Międzyrzecz i okolice
4. Worek pełen skarbów – Bogatynia
5. Kraina świętych żab – Świeradów-Zdrój
6. Przystanek na księżyc – Sucha Beskidzka
7. Z kapelusza wzięte – Skoczów
8. Polska Atlantyda – Bardo
9. Powiew trzech mórz – Międzylesie
10. Kosmiczne lądowisko – Bytów
11. Z uśmiechu Stwórcy – Kartuzy
12. Kartacze smacznego rażenia – Gołdap
13. W kwaterze spiskowców – Węgorzewo
14. Cień białego mnicha – Wągrowiec
15. Twierdza na archipelagu – Świnoujście
16. Mała Ameryka – Giżycko
17. Sercowe Wzgórza – Chełmno
18. Wehikuł czasu – Włodawa i okolice
19. Miasto Mężów Znakomitych – Lidzbark Warmiński
20. Tęczowe miasto – Międzyrzec Podlaski
21. Spowite bluszczem – Żary
22. Gdzie diabeł niestraszny – Żagań
23. Zaklęte w piaskowcu – Bolesławiec
24. Dziwna wieś – Mysłakowice
25. Kryształowa dolina – Stronie Śląskie
26. Legenda Frankensteina – Ząbkowice Śląskie
27. Czas Żółtej Róży – Kłodzko
28. W poszukiwaniu srebra i złota – Złoty Stok i Srebrna Góra
29. Miasto Wielkiej Wagi – Nysa
30. Nareszcie Brzeg – Brzeg
31. Najdroższa ziemia – Góra Kalwaria
32. Śladami niebieskiego mundurka – Pułtusk
33. Pyza na pasach – Łowicz
34. Pakt z diabłem – Łęczyca
35. Na Zamku Stokrotki – Pszczyna
36. Zielono mi – Racibórz
37. Miasto cudów – Wałcz
38. Weekendowe manewry – Drawsko Pomorskie
39. Z ziarenka soli – Kołobrzeg
40. Miasto pod Słoniem – Trzebiatów
41. Niebo na własność – Sandomierz
42. Zamek z kalendarza – Opatów
43. Dzwony siedmiu wzgórz – Przemyśl
44. Perły na odludziu – Krasiczyn
45. Wyprawa po marzenia – Jelenia Góra
46. Na wagę złota – Złotoryja